# Barbara Voors

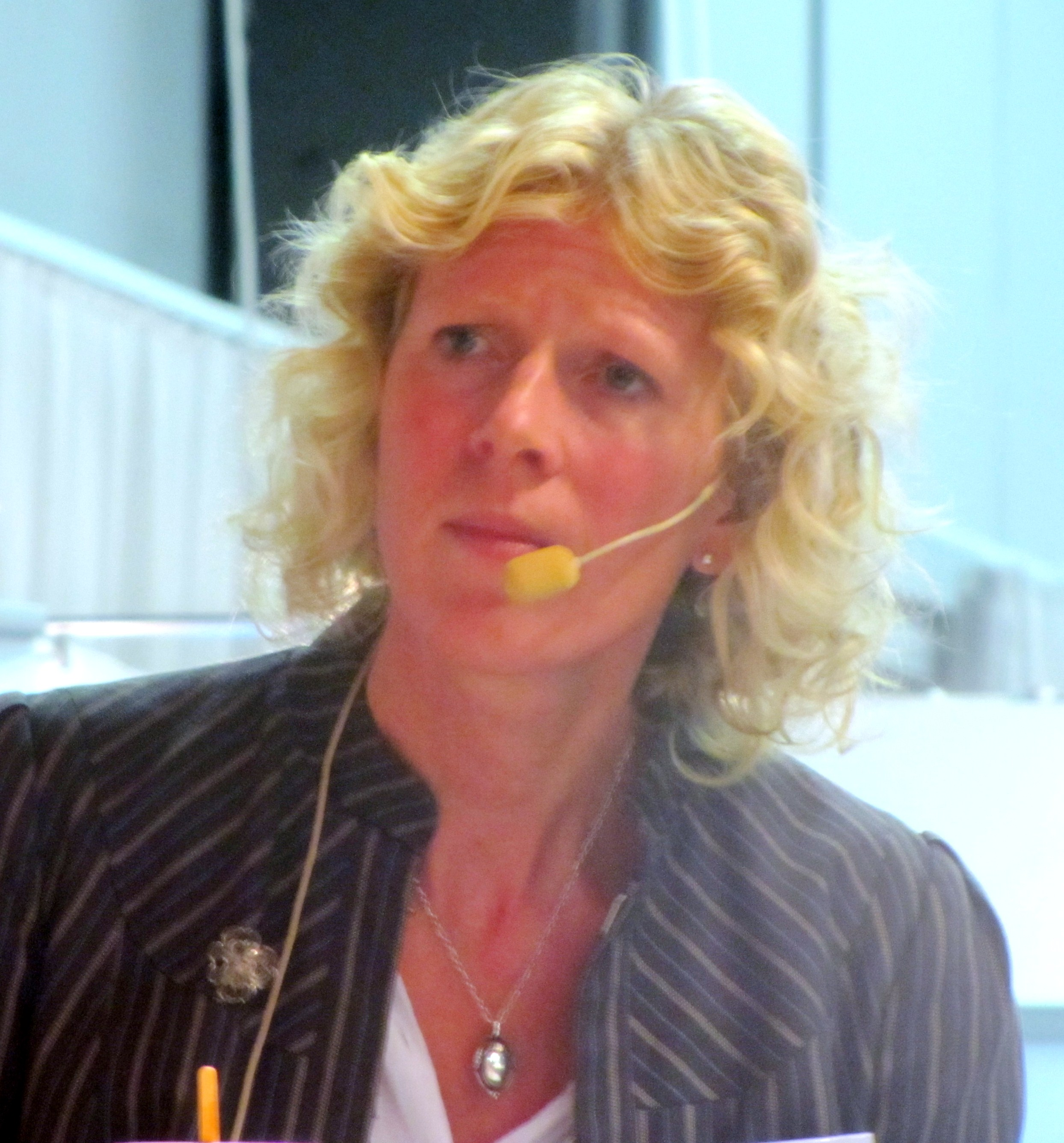
Barbara Voors (2010)

Barbara Anne Voors (* 28. September 1967 in Nacka, Stockholm) ist eine schwedische Journalistin und Schriftstellerin.

## Leben
Voors, Tochter eines holländischen Geschäftsmannes und einer Schwedin, zog mit ihren Eltern wenige Monate nach ihrer Geburt nach Teheran. Während der Iranischen Revolution kehrte sie 1979 im Alter von elf Jahren nach Stockholm zurück. Ein ursprüngliches schauspielerisches Interesse wich bald einer Neigung zu schriftstellerischer Tätigkeit. Von 1988 bis 1992 studierte sie an der Universität Stockholm Journalistik und promovierte 1998 an der Stockholmer Journalistenschule. Bis 1997 arbeitete sie als freiberufliche Journalistin neben einer Tätigkeit für kirchliche Hilfsorganisationen in Simbabwe und Mosambik. Sie ist außerdem als Moderatorin und Beraterin bei verschiedenen Organisationen wie Sida oder UNICEF und dem schwedischen Außenministerium beschäftigt. Als Journalistin verfasst sie Reiseberichte, Chroniken und Artikel.
Ihr Aufenthalt im Iran beeinflusste sie stark. 22-jährig debütierte sie mit dem Roman Älskade du, einer Erzählung über die erste unmögliche Liebe. Anschließend erschien Akvarium mit Erinnerungen aus dem Iran. 1993 schrieb sie in dem Roman Tillit till dig über den Vertrauensverlust eines Liebespaares. Syster min wurde als Klaras Tagebuch auch ins Deutsche übersetzt und vereint die beiden Genres eines klassischen und Kriminalromans. 2001 wurde der Roman Savannas Geheimnis veröffentlicht und es folgte das Werk Die Liebhaberin über den sozialen, ökonomischen, beruflichen und emotionalen Abstieg einer Frau. Mina döttrars systrar handelt über drei Schwestern. Während die jüngste in New York im Koma liegt, sitzen die Geschwister an ihrem Sterbebett und berichten über ihr Leben. Die Reiseerzählung När elefanter dansar (deutsch etwa Wenn die Elefanten tanzen) berichtet über Demokratisierung, Entwicklungshilfe und den Kampf gegen Malarie in Tansania und kombiniert Prosa mit beschriebenen Entwicklungs- sowie Menschenrechtsfragen.
Voors schreibt auch Kinderbücher, die ins Finnische, Niederländische, Italienische, Spanische, Norwegische und Dänische übersetzt wurden.
Sie lebt mit ihrem Mann und zwei Töchtern in Nacka.

## Werke
- 1990: Älskade du, Roman
- 1991: Akvarium, Roman
- 1993: Tillit till dig, Roman
- 1994: Fredrikas fräkneunion, Kinderbuch
- 1994: När elefanter dansar, Reiseerzählung
- 2000: Klaras Tagebuch (Originaltitel: Syster min, 1997), Roman, ISBN 978-3-74661-835-7
- 2001: Insomnia oder Savannas Geheimnis (Originaltitel: Sömnlös, 2000), Roman, ISBN 978-3-74661-963-7
- 2004: Die Liebhaberin (Originaltitel: Smultronbett, 2003), Roman, ISBN 978-3-74662-249-1
- 2004: Mina döttrars systrar, Roman
- 2005: Mamman som tjatade så att hon dog, Kinderbuch
- 2006: Flickorna som var vakna för länge, Kinderbuch
- 2007: Islossning, Roman
- 2007: Pappan som rymde hemifrån, Kinderbuch
- 2010: Emmy Moréns dubbla liv, Jugendroman
- 2010: Fantomsmärtor, Roman